# Biélorussie occidentale
La Biélorussie occidentale (polonais : Zachodnia Białoruś) est la partie de la Biélorussie qui était intégrée à la deuxième république de Pologne entre 1919 et 1939, avant d'être intégrée à la république socialiste soviétique de Biélorussie. Elle apparaît à la suite de l'application des dispositions de la Paix de Riga en 1921 et ceci jusqu'en 1939, quand elle est envahie par l'URSS. 

## Rattachement à la Pologne
Cette période de l'histoire de la Biélorussie est précédée par l'éphémère République socialiste soviétique lituano-biélorusse du 27 février 1919 au 25 août de la même année, soit six mois, suffisants cependant pour exproprier, expulser ou tuer les propriétaires terriens locaux, ce qui libère plus de 600 000 hectares de terres, alors nationalisées,. Les dispositions de la Paix de Riga signée entre la Pologne et la Russie soviétique le 18 mars 1921 fixent la frontière entre les deux états sur un tracé approximativement parallèle au 27-ème méridien Est, bien en deçà des revendications polonaises visant à retrouver le territoire d'avant les partages de la Pologne, mais bien plus à l'Est que les revendications soviétiques de 1918-19 sur le Boug occidental. Le territoire polonais ainsi défini par le traité de Riga est appelé kresy en Pologne, mais « Biélorussie et Ukraine occidentales » en URSS. La « Biélorussie occidentale », appelée « Nowogródie-Polésie-Volhynie » par la Pologne, est à ce moment peuplée par d'importantes populations juive, mais aussi polonaise et lituanienne catholiques, et par une majorité biélorusse orthodoxe, qui, malgré la politique de « polonisation » de l'État polonais, ne se montre pas particulièrement mécontente d'échapper aux famines soviétiques, aux violences de la collectivisation forcée et à la terreur rouge exercée par le NKVD en République socialiste soviétique de Biélorussie.

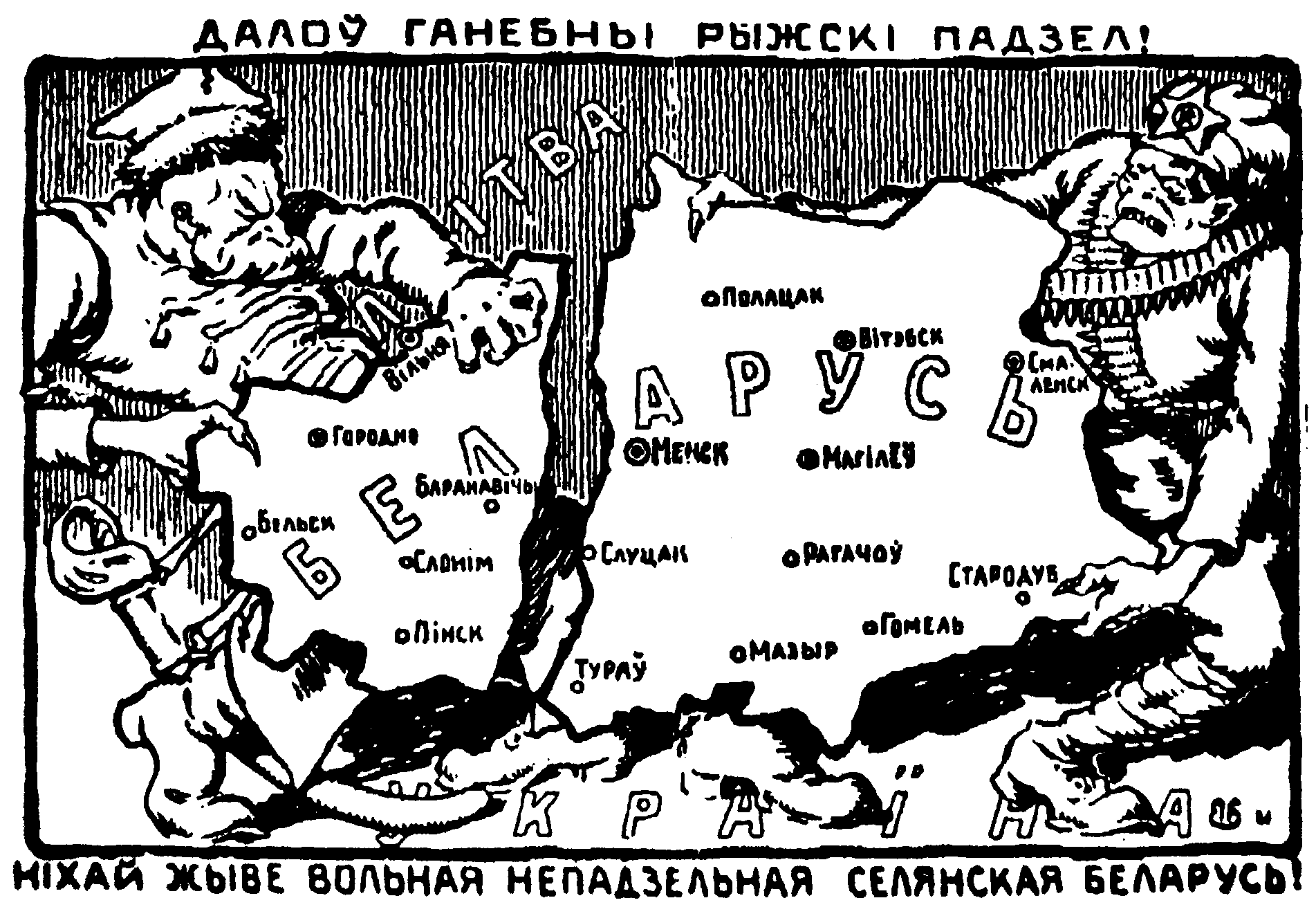
Caricature de la Paix de Riga 1921

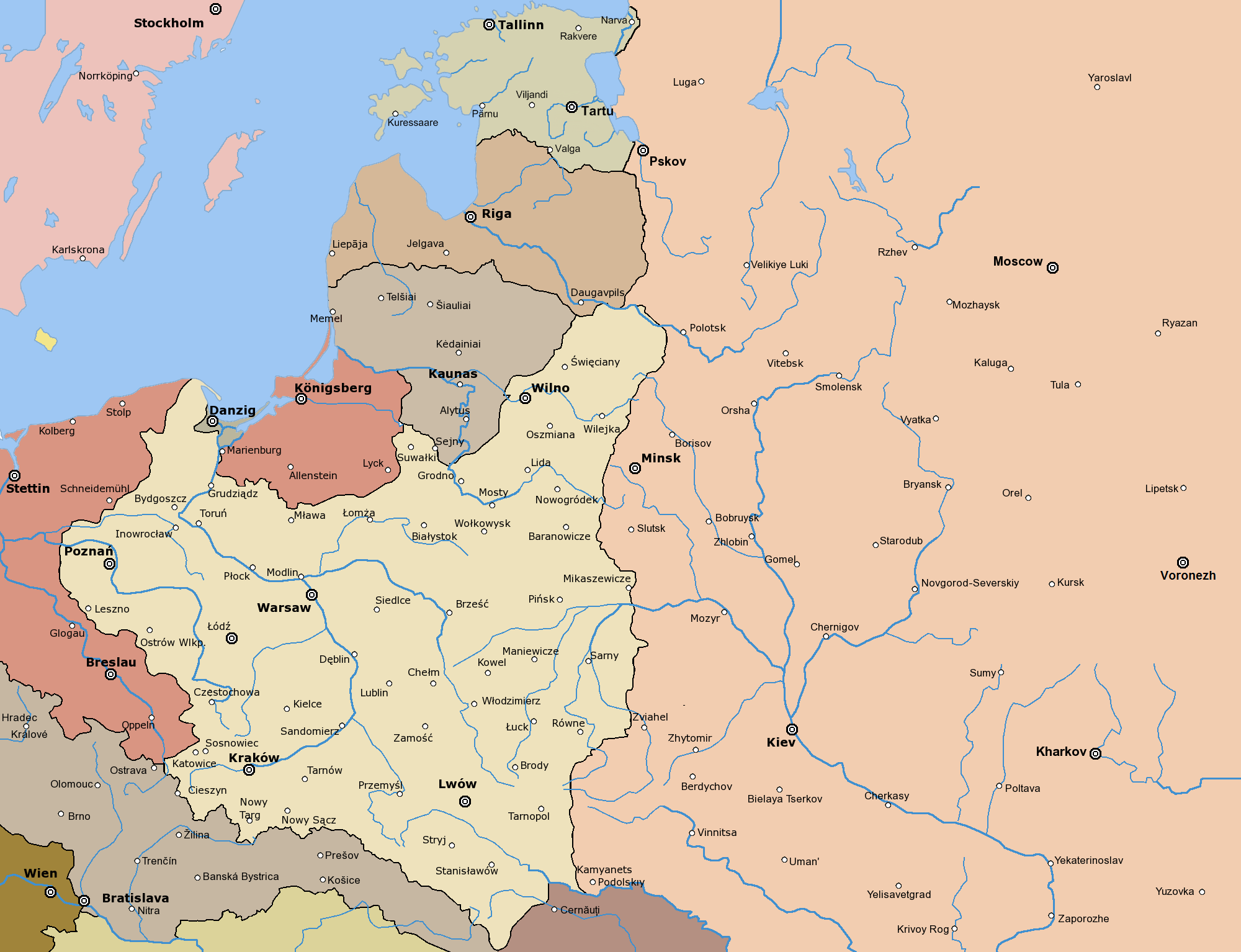
Frontières de la Pologne en 1922 après la Paix de Riga

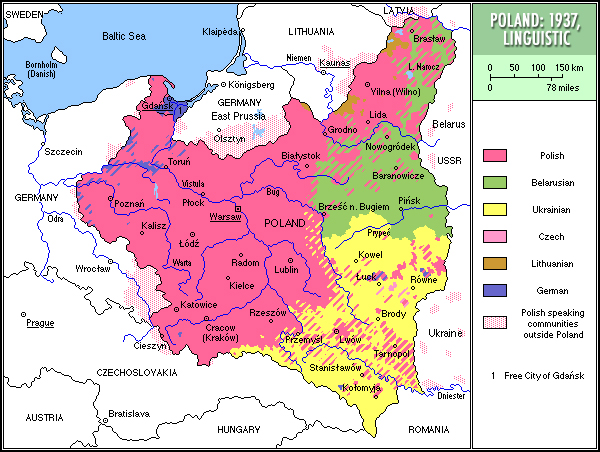
Carte ethnographique de la Pologne en 1937

La politique de « polonisation » ne respecte pas l'égalité entre tous les groupes ethniques, prévue par le Traité de Riga, et se manifeste au cours des années 1921 à 1939 par l'arrivée d'environ 300 000 osadniki (colons polonais) qui reçoivent une grande partie des 600 000 hectares nationalisés par République socialiste soviétique lituano-biélorusse et hérités par l'État polonais,. En mars 1923, sur les 400 écoles biélorusses qui existaient auparavant, il en restait seulement 37. Par contre, à la même époque 3 380 écoles polonaises sont créées. En 1938—1939, il ne restait plus que 5 écoles d'enseignement général biélorusses sur le territoire passé à la Pologne. Quant aux églises, 1 300 orthodoxes d'entre elles ont été transformées en églises catholiques et le plus souvent par la force. 
Du point de vue territorial, la Biélorussie occidentale est divisée par le pouvoir polonais (1918—1939) en 4 voïvodies : celle de Bialystok, celle de Wilno, celle de Nowogródek et la celle de Polésie.
Après les élections de 1922, onze députés et trois sénateurs constituent un « Club des députés de Biélorussie » chargé de défendre les intérêts des Biélorusses face à la population de la Pologne. L'influence soviétique se manifeste dans la vie politique polonaise : en octobre 1923, au sein du Parti communiste de Pologne, est créé le Parti communiste de Biélorussie occidentale. En 1925, c'est la « Communauté ouvrière et paysanne de Biélorussie » qui voit le jour. Mais après l'installation au pouvoir de l'autocrate nationaliste Józef Piłsudski en Pologne et de son mouvement d'« assainissement » (sanacja), les droits des minorités culturelles furent encore réduits davantage. En janvier 1927, les dirigeants de la « Communauté ouvrière et paysanne de Biélorussie » sont arrêtés et ce mouvement est interdit en mars 1927. L'année suivante, en 1928, il n'y avait plus que 10 députés biélorusses et deux sénateurs pour représenter la Biélorussie occidentale et à partir de 1930 il n'y avait plus qu'un seul député biélorusse. Entre 1935 et 1938, il n'y en eut plus aucun. 
En 1934, dans la ville de Biaroza du Voblast de Brest, il existait un bagne polonais destiné à l'internement, en dehors de tout contexte judiciaire, pour un délai de trois mois des opposants au régime polonais, notamment les militants de l'Internationale communiste (Komintern) après la dissolution en 1938 du Parti communiste polonais et de sa branche le Parti communiste de Biélorussie occidentale (ces militants étaient alors considérés comme des « agents soviétiques »).  
Un autre problème, séculaire, était l'illettrisme dans les kresy : au milieu des années 1930, 43 % des Biélorusses de Pologne n'avaient pas été scolarisés et le nombre d'étudiants biélorusses dans toute la Pologne ne dépassait pas le chiffre de 200. La grande dépression économique aggrava les souffrances de la population agricole au point de vue économique. Plusieurs dizaines de milliers de Biélorusses émigrèrent alors en Europe occidentale ou en Amérique (mais l'historiographie soviétique affirme qu'ils sont partis en URSS). Les 400 écoles biélorusses, les 5 gymnases et les deux grands séminaires qui existaient au début de la période polonaise avaient été polonisés et catholicisés entre 1921 et 1939. Selon les sources biélorusses, durant ces années aucun théâtre, aucune académie de musique, aucune émission de radio, aucun cinéma en langue biélorusse n'existait en Biélorussie occidentale.

## Premier rattachement de la Biélorussie occidentale à l'URSS
Selon les sources biélorusses y compris postérieures à la dislocation de l'URSS, le pacte germano-soviétique ne visait qu'à « gagner du temps » avant un conflit que « Staline pensait inévitable », et l'invasion soviétique de la Pologne le 17 septembre 1939 est une « libération » qui a permis à l'URSS de « réunifier la Biélorussie ». Toujours est-il que 22 octobre 1939 est constituée une « assemblée populaire de Biélorussie occidentale » qui se réunit du 28 au 30 octobre 1939 à Bialystok où elle proclame l'union la Biélorussie occidentale avec la République socialiste soviétique de Biélorussie, la nationalisation de l'industrie et la confiscation des terres des osadniki. Le 14 novembre 1939, lors de sa troisième session, le Soviet suprême de la République soviétique socialiste de Biélorussie décide d'« accepter la décision de l'assemblée populaire de Biélorussie occidentale », en faisant entrer la Biélorussie occidentale en son sein. L'annexion soviétique semble ainsi découler d'un processus démocratique. Mais pour les Polonais du pays, osadniki ou non, c'est le début d'une longue série de persécutions et de déportations.

## Seconde Guerre mondiale
Pendant la Seconde Guerre mondiale, la Biélorussie sous occupation nazie est à nouveau divisée : l'Ouest de la Biélorussie occidentale est, au sein du Troisième Reich, rattaché au District de Bialystok ; le reste de la Biélorussie est inclus dans le Reichskommissariat Ostland. Les nazis s'y livrent à des crimes de guerre massifs, sans commune mesure avec ceux commis en Occident, car sur le front de l'Est les conventions de Genève n'étaient pas respectées ; en outre, la Shoah dite « par balles » y est menée de manière moins industrielle, mais tout aussi systématique qu'ailleurs en Europe, d'autant que selon le mythe du judéo-bolchévisme, tous les Juifs sans exception étaient des « suppôts du bolchevisme ». Dans ces circonstances, de nombreux habitants de toute origine ou conviction rejoignent les Partisans biélorusses.

## Second rattachement de la Biélorussie occidentale à l'URSS
Les traités consécutifs à la Seconde Guerre mondiale (Yalta, Potsdam, Paris) permettent à l'URSS de conserver ses gains du pacte germano-soviétique, dont la Biélorussie occidentale, à une exception près : Białystok, finalement rendu à la Pologne.

## Expulsion définitive des Polonais de Biélorussie
À l'issue de la guerre, un échange de populations entre la Pologne et l'URSS eut lieu, conforme à un accord conclu le 9 septembre 1944 entre Edward Osóbka-Morawski représentant le PKWN et Nikita Khrouchtchev représentant le gouvernement de l'URSS ; cet accord exprime naturellement la volonté de Staline, selon lequel « le problème des nationalités est un problème de transport »,,.
Le « rapatriement des Polonais de Biélorussie occidentale » concerne autant les populations rurales que les habitants des capitales provinciales : Grodno, Brest, Pinsk. Environ 240 000 habitants de souche biélorusse de Podlachie et de Białystok (en Pologne) sont déplacés sur des territoires faisant désormais partie de la Biélorussie soviétique, tandis que 560 000 Polonais vivant dans la nouvelle République socialiste soviétique de Biélorussie réunifiée sont expulsés vers la Pologne qui les installera dans les « Territoires recouvrés », pris à l'Allemagne, au nord et à l'ouest de la nouvelle Pologne (Poméranie, est du Brandebourg, Silésie, sud de la province de Prusse-Orientale). L'accord prévoit que chaque individu doit se faire recenser en fonction de son appartenance ethnique et non en fonction de sa citoyenneté. Les Biélorusses ethniques résidant à l'ouest de la frontière doivent s'enregistrer auprès des autorités polonaises, tandis que les Polonais ethniques vivant à l'est de la frontière doivent s'enregistrer auprès du NKVD soviétique. Afin d'être efficace et pour éviter de rouler à vide, ce sont les mêmes trains qui font l'aller et retour, chargés des réfugiés de chaque pays.
Le NKVD ne se contente pas d'enregistrer les Polonais d'origine, mais enquête pour savoir quelle fut leur attitude sous la deuxième République de Pologne, sous la première annexion soviétique, sous l'occupation nazie et sous la seconde annexion soviétique, de sorte que des dizaines des milliers de familles polonaises partent non vers la République populaire de Pologne mais vers le Goulag.
Quant aux Juifs biélorusses ayant survécu à la Shoah, ils se voient attribuer le droit de choisir leur appartenance. De nombreux juifs communistes choisissent l'URSS (beaucoup le regrettent lorsqu'ils découvrent l'antisémitisme stalinien) mais quelques-uns choisissent la Pologne, notamment parmi les juifs religieux attachés à leur foi, craignant l'athéisme très militant de l'État soviétique et espérant que la nouvelle Pologne communiste les mettra à l'abri de l'antisémitisme. Parmi ces survivants, la plupart finissent par se rendre en Israël dans les années qui suivent la mort de Staline.